# Statsrådet (romanfigur)
Statsrådet är huvudperson i en långserie kriminalromaner skrivna av pseudonymen Bo Balderson. Den första av böckerna, Statsrådet och döden, utkom 1968. 
Statsrådet ärver en stor del av den svenska industri- och finanssektorn, och blir av misstag utsedd till inrikesminister av dåvarande statsminister Tage Erlander. Därvid tvingas han av partiet att flytta från sin ärvda Djursholmsvilla till det mera folkliga Spånga. Senare blir han justitieminister – och förblir så även när Sverige får en borgerlig regering.
Statsrådet är gift med Margareta, och de har vid början av bokserien 14 barn, som efter hand blir 16. Statsrådet ramlar allt som oftast över egendomliga mordfall, vilka han tillsammans med sin i sammanhanget motsträvige svåger, adjunkt Vilhelm Persson, med liv och lust tar sig an att lösa. Som högste chef för rättsväsendet anser han sig dessutom ha rätt att tillgripa vilka spaningsmetoder som helst, även okonventionella såsom att bryta sig in i eventuellt misstänktas bostäder m.m.
Statsrådets namn nämns aldrig i bokserien – men enligt boken "Statsrådet i tiden" påminner det om "Erik Axelsson" om man uttalar det lite slarvigt. Ibland kallas han av nära vänner för Lilleman.
I två danska TV-filmer från 1970-talet spelades Statsrådet av Ove Verner Hansen.